# Sinh nhiều con

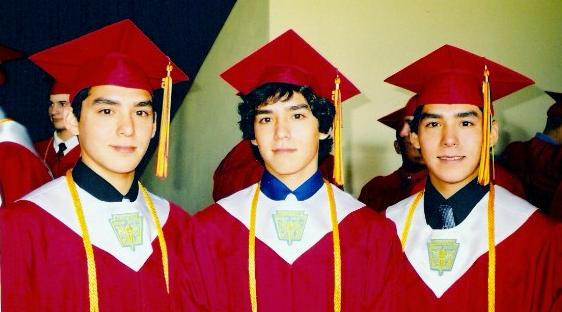
Anh em sinh ba giống hệt nhau khi tốt nghiệp. Sinh ba giống hệt nhau là cực kỳ hiếm.

Sinh nhiều con là đỉnh điểm của một lần mang thai, trong đó người mẹ sinh hai hoặc nhiều con. Một thuật ngữ áp dụng nhất cho các loài có nhau thai, sinh nhiều lần sinh xảy ra ở hầu hết các loại động vật có vú, với tần số khác nhau. Những đứa trẻ như vậy thường được đặt tên theo số lượng con, như trong cặp sinh đôi và sinh ba. Ở những động vật không phải là người, cả nhóm cũng có thể được gọi là một lứa đẻ, và sinh nhiều con có thể phổ biến hơn so với sinh một con. Sinh nhiều con ở người là ngoại lệ và có thể là cực kỳ hiếm ở những động vật có vú lớn nhất.
Mang thai nhiều lần có thể là kết quả của sự thụ tinh của một trứng sau đó tách ra để tạo ra những bào thai giống hệt nhau, hoặc nó có thể là kết quả của sự thụ tinh của nhiều trứng tạo ra nhiều thai nhi, hoặc nó có thể là sự kết hợp của các yếu tố này. Một lần thai nhiều sinh ra từ một hợp tử duy nhất được gọi là monozygotic, từ hai hợp tử được gọi là dizygotic, hoặc từ ba hoặc nhiều hợp tử được gọi là polyzygotic. Tương tự như vậy, bản thân các trẻ em có được khi sinh nhiều con có thể được gọi là đơn nhân nếu chúng giống hệt nhau hoặc là đa nhân nếu chúng chỉ là anh em.
Mỗi trứng được thụ tinh (hợp tử) có thể tạo ra một phôi hoặc nó có thể tách thành hai hoặc nhiều phôi, mỗi phôi mang cùng một vật liệu di truyền. Các thai nhi từ các hợp tử khác nhau được gọi là huynh đệ và chỉ chia sẻ 50% vật liệu di truyền của chúng, giống như anh chị em bình thường từ các lần sinh riêng biệt. Các bào thai do cùng hợp tử chia sẻ 100% vật liệu di truyền của chúng và do đó được gọi là giống hệt nhau. Cặp song sinh giống hệt nhau luôn có cùng giới tính, trừ trường hợp mắc hội chứng Klinefelter (còn được gọi là hội chứng XXY và hội chứng 47, XXY).